# Firew Solomon
Firew Solomon Ayele (amh. ፍሬው ሰለሞን; ur. 18 września 1992 w Auasie) – piłkarz etiopski grający na pozycji lewoskrzydłowego. Od 2021 jest zawodnikiem klubu Sidama Coffee SC.

## Kariera klubowa
W latach 2014–2016 Firew grał w klubie Defence Force SC. W sezonie 2014/2015 zdobył z nim Puchar Etiopii. W 2016 przeszedł do Hawassa City SC. W latach 2018–2020 ponownie grał w Defence Force SC, a w sezonie 2020/2021 był zawodnikiem Wolkite City FC. W 2021 przeszedł do Sidama Coffee SC.

## Kariera reprezentacyjna
W reprezentacji Etiopii Firew zadebiutował 21 czerwca 2015 roku w wygranym 2:0 meczu Pucharu CECAFA 2015 z Kenią rozegranym w Bahyr Dar. W 2022 roku został powołany do kadry na Puchar Narodów Afryki 2021. Rozegrał na nim dwa mecze grupowe: z Republiką Zielonego Przylądka (0:1) i z Kamerunem (1:4).